# Lindsey Gort
Lindsey Gort es una actriz estadounidense. Es conocida por sus interpretaciones de Samantha Jones en The Carrie Diaries de CW y de Amy Quinn en la serie dramática legal All Rise.

## Carrera
Gort nació en Scottsdale, Arizona. Se involucró en el teatro local a una edad temprana y su primera aparición fue en 2009 en un corto dramático titulado Goodbye horses.
En 2010, protagonizó el thriller dramático Forgotten Pills y la película para televisión Wing Bitches. Gort apareció en un papel menor en la película de acción de 2013 2 Guns.
Su primera gran oportunidad se produjo en 2013, cuando después de haber sido rechazada para el papel dos veces, fue elegida como una joven Samantha Jones en la serie precuela de Sex and the City The Carrie Diaries. La versión mayor y anterior del personaje de Sex and the City fue interpretada por Kim Cattrall. Cattrall felicitó a Gort en Twitter por ganar el papel y también le ofreció algunos consejos sobre cómo interpretar el personaje.
En marzo de 2015, Gort se unió a la serie de comedia oscura Impastor en un papel recurrente de Ashlee. Durante 2015, también protagonizó una película para televisión con temática navideña llamada How Sarah Got Her Wings.
En 2016, protagonizó la película de comedia para televisión de CBS Real Good People. En septiembre de 2017, Gort fue elegido como el personaje de los cómics de DC, la detective Amy Rohrbach, en el programa de superhéroes Titans. Su aparición en el programa duró poco ya que el personaje fue asesinado en el segundo episodio de la serie.
A finales de 2019, Gort fue elegida como Amy Quinn en la serie dramática legal de CBS All Rise. Gort hizo apariciones recurrentes durante la primera temporada del programa y posteriormente fue ascendido a serie regular para la segunda temporada de la serie. Regresó en la tercera temporada del programa.
Gort ha sido estrella invitada en programas como Lucifer, Baby Daddy, Modern Family y American Housewife. Protagonizó la película para televisión Love is a Piece of Cake en 2020.

## Vida personal
Gort se casó con su novio Beau Laughlin en julio de 2015 en una ceremonia en The Paramour Mansion en Silver Lake, California.

## Filmografía

### Películas
| Año  | Título                  | Papel                       | Notas                  |
| ---- | ----------------------- | --------------------------- | ---------------------- |
| 2009 | Goodbye Horse           | Alex                        | Cortometraje           |
| 2010 | Forgotten Pills         | Alicia                      |                        |
| 2010 | Wing Bitches            | Lindsey                     | Película de televisión |
| 2010 | T.V.                    | Usher                       | Cortometraje           |
| 2011 | Our Footloose Remake    | Rusty                       |                        |
| 2012 | Destinea, Our Island    | Abbie Garner                |                        |
| 2012 | Body Languages          | Chica                       | Cortometraje           |
| 2012 | Phoenix                 | Susan                       |                        |
| 2013 | Agent Carter            | Mujer junto a la piscina #1 | Cortometraje           |
| 2013 | 2 Guns                  | Camarera Marjorie           |                        |
| 2013 | Social Media Anonymous  | Cindy                       | Cortometraje           |
| 2015 | How Sarah Got Her Wings | Sarah                       |                        |
| 2015 | Self Promotion          | Tess                        | Película de televisión |
| 2016 | Urban Cowboy            | Vivian                      | Película de televisión |
| 2016 | Real Good People        | June                        | Película de televisión |
| 2019 | Best Intentions         | Katie Baxter                | Película de televisión |
| 2019 | A Merry Christmas Match | Jillian Winters             | Película de televisión |
| 2020 | Love is a Piece of Cake | Jessie Dale                 | Película de televisión |

### Televisión
| Año       | Título                          | Papel                        | Notas                                                  |
| --------- | ------------------------------- | ---------------------------- | ------------------------------------------------------ |
| 2012      | All the Wrong Notes             | Desconocido                  | 1 episodio                                             |
| 2012      | Sketchy                         | Cindy                        | 1 episodio                                             |
| 2013      | Vegas                           | Ginny Binder                 | 1 episodio                                             |
| 2013      | Jimmy Kimmel Live!              | Kymm                         | 1 episodio                                             |
| 2013–14   | The Carrie Diaries              | Samantha Jones               | Protagonista (temporada 2), 13 episodios               |
| 2014      | Two Popular Girls' Guide        | Lindsey                      | 3 episodios, también escritora                         |
| 2015      | Baby Daddy                      | Ashley                       | 2 episodios                                            |
| 2015–16   | Impastor                        | Ashlee                       | 13 episodios                                           |
| 2016      | Modern Family                   | Cindy                        | 1 episodio                                             |
| 2016      | The Last Tycoon                 | Hazel Ward                   | 1 episodio                                             |
| 2017      | Pure Genius                     | Georgia Ray                  | 1 episodio                                             |
| 2017      | American Housewife              | Holly                        | 1 episodio                                             |
| 2017      | Lucifer                         | Candy Morningstar / Fletcher | 2 episodios                                            |
| 2017      | Do You Want to See a Dead Body? | Marissa                      | 1 episodio                                             |
| 2017      | S.W.A.T.                        | Jilly                        | 1 episodio                                             |
| 2018      | Titans                          | Amy Rohrbach                 | 2 episodios                                            |
| 2018      | Single Parents                  | Judith                       | 1 episodio                                             |
| 2019      | A Million Little Things         | Joanna                       | 1 episodio                                             |
| 2019–2023 | All Rise                        | Amy Quinn                    | Protagonista (temporada 2–3), recurrente (temporada 1) |
| 2021      | Station 19                      | Ingrid Saunders              | 4 episodios                                            |
| 2024      | Dead Boy Detectives             | Maxine                       | 3 episodios                                            |